# Pekin (hotel)
Pekin (in russo Пекин, trasposizione in cirillico di Pechino) è il nome di un edificio del centro di Mosca che ospita un hotel a quattro stelle di proprietà della società Intourist e un complesso di uffici.
L'edificio, progettato secondo i dettami del classicismo socialista dal famoso architetto Dmitrij Čečulin, è stato costruito tra il 1939 e il 1955 e si trova nel centro all'incrocio tra l'Anello dei giardini e via Tverskaja. 
In epoca sovietica era considerato un hotel di lusso ma, dopo il crollo dell'Unione Sovietica, l'hotel cadde in rovina e solo nel 2003 cominciò un'opera di ristrutturazione. 
Di fronte all'hotel sulla via Tverskaja si trova un monumento al poeta Vladimir Majakovskij e nelle immediate vicinanze ci sono due ingressi alla stazione della metropolitana Majakovskaja.